# Мішель Онфре
Мішель Онфре (нар. 1 січня 1959 р., Кан) — французький вчений, доктор філософії.
Засновник Народного університету Кана, автор оригінальної філософської ідеї сучасного гедонізму. Його лекції з історії філософії регулярно поширюються як подкаст на французькому радіоканалі France Culture.

## Біографія
Мішель Онфре народився 1 січня 1959 року в Кані в родині сільськогосподарського робітника. У віці 10 років потрапив до інтернату з вельми жорстким розпорядком, який філософ згодом називав «терором педофілії». В інтернаті навчався протягом чотирьох років різним ремеслам. Опісля Онфре проводить ще три роки в іншому інтернаті, після чого змінює кілька професій і переїжджає з місця на місце. У 1997 році виходить у світ його книга «Політика бунтівника. Трактат про опір і задоволення» (фр. Politique du rebelle. Traité de résistance et d'insoumission), в якій Онфре описує своє життя того періоду. Після інтернату вступає на філософський факультет Канського університету й успішно його закінчує.
З 1983 року Мішель Онфре викладає філософію в приватному технічному католицькому ліцеї Святої Урсули в нормандському місті Кані. З 1989 року він починає видавати свої наукові твори, які невдовзі принесли йому популярність і фінансову незалежність. У 2002 році вчений залишає державну службу і засновує Народний університет Кана (Université populaire de Caen). У ньому Мішель Онфре читає лекції з історії філософії, викладаючи її згідно зі своїми гедоністськими і лібертаристськими поглядами, які багато в чому розходяться з офіціозною університетською філософією. Після першого року викладання в Народному університеті Онфре опублікував 8-томне видання творів «Контр-історія філософії» (Contre-histoire de la philosophie).
Онфре пише кілька філософських праць, які принесли йому відомість як у Франції, так і за її межами. Найпопулярнішою була видана 2005 року книжка «Трактат атеології. Фізика метафізики» (Traité d'athéologie. Physique de la métaphysique), що вийшла у Франції в перші ж місяці накладом 200 тисяч примірників і була перекладена багатьма мовами (зокрема і українською: видавництво «Ніка-Центр», Київ, 2010).

## Погляди
Світогляд Онфре ґрунтується на античних посиланнях філософії епікурейства і гедонізм, яким він, шляхом створення певних логічних зв'язків, знаходить застосування і в наші дні. Виходячи з цього, Онфре обрушується з критикою на сучасну раціональну та трансцендентальну філософію, а також на релігії, особливо на монотеїстичні, прокламуючи себе як атеїст. Онфре припускає, що віра в бога не тільки марна, але навіть шкідлива і небезпечна. Замість неї він пропонує сучасному людству свою філософію гедонізму.

## Праці
- 1989 : Живіт філософів. Критика дієтетичного розуму, Grasset, ISBN 2246416817
- 1989 : Фізіологія Жоржа Паланта. За ліве ніцшеанство, éd. Folle Avoine, ISBN 2246629519
- 1990 : Кінізми. Портрет філософа-пса, Grasset, LGF ISBN 2253044571
- 1991 : Мистецтво насолоджуватися. На підтримку матеріалістичного гедонізму, Grasset, LGF ISBN 2253941980
- 1991 : Скульптура себе. Естетична мораль, Grasset, ISBN 224646501X LGF ISBN 2253942251
- 1992 : Номадичне око. Живопис Жака Паскьє, Folle Avoine, ISBN 2868100880
- 1995 : Гурманний розум. Філософія смаку, Grasset, ISBN 2246487315 LGF ISBN 2253942545
- 1995 : Ars moriendi, Folle Avoine, ISBN 2868100961
- 1995 : Метафізика руїн. Живопис Монсу Дезидеріо, Mollat, 112 p.LGF ISBN 2909351181
- 1996 : Форми часу. Теорія сотернів, Mollat, ISBN 2909351203
- 1997 : Політика бунтаря. Трактат про опір і непокору, Grasset, ISBN 2246487617 LGF ISBN 2253044571
- 1998 : Поруч із бажанням вічності. Фрагменти Єгипту, Mollat, ISBN 2909351432 LGF ISBN 2253082953
- 2000 : Позичити не означає вкрасти, Mille et une nuits, ISBN 2842055438
- 2000 : Теорія закоханого тіла. За сонячну еротику, Grasset, LGF ISBN 2253943142
- 2001 : Антипідручник філософії. Сократичні та альтернативні лекції, Bréal, ISBN 2842917413
- 2002 : Прославлення холеричного генія. Могила П'єра Бурдьє,ISBN 2718605588
- 2002 : Винахід задоволення. Кіренські фрагменти, LGF ISBN 2253943231
- 2002 : Естетика північного полюсу. Гіперборейські стели, Grasset, ISBN 2246629411
- 2002 : Велич катастрофи. Живопис Владиміра Великовича, Galilée, ISBN 9782718607474
- 2003 : Язичницькі ікони. Варіації навколо Ернеста Піньон-Ернеста, Galilée, ISBN 2718606258
- 2003 : Археологія теперішнього часу. Маніфест за сучасне мистецтво, Grasset , ISBN 2876603829
- 2003 : Анатомічні феєрії, Grasset, ISBN 2246645816
- 2004 : Люта філософія i, Galilée, ISBN 2718606134
- 2004 : Філософська спільнота, Galilée, ISBN 2718606584
- 2005 : Оксиморони. Фотографії Бетини Реймс, éd. Jannink, ISBN 978-2916067032
- 2005 : Трактат атеології, Grasset. ISBN 2-246-64801-7 LGF (Livre de poche nº 30637) ISBN 2253115576
- 2006 : Трагічна мудрість. Про добрий вжиток Ніцше, Livre de Poche, coll. " Biblio essais ", nº 4388, ISBN 2253082813
- 2006 : Сліди вогню. Люта філософія ii, éd. Galilée, ISBN 9782718607238
- 2006 : Сила існування, Grasset, ISBN 2246716918, LGF ISBN 9782253083979
- 2007 : Теорія мандрів. Поетика географії, éd. Galilée, ISBN 271860655X LGF (Livre de poche) ISBN 9782253084419
- 2007 : Фіксувати памороки. Фотографії Віллі Роніса, éd. Galilée, ISBN 9782718607481
- 2007 : Полуденна думка. Археологія лібертарної лівиці, éd. Galilée, ISBN 9782718607559
- 2008 : Сон Айхманна, Galilée, ISBN 9782718607672
- 2008 : Невинність становлення. Життя Фридриха Ніцше, éd. Galilée, ISBN 9782718607566
- 2008 : Шифр живопису. Творчість Валеріо Адамі, éd. Galilée, ISBN 9782718607702
- 2008 : Турбота про задоволення. Конструювання сонячної еротики, éd. Flammarion, ISBN 9782081216327
- 2009 : Релігія кинджала. Похвала Шарлоти Корде, éd. Galilée, ISBN 9782718607917
- 2009 : Бджоляр та індіанці. Живопис Жерара Ґаруста, éd. Galilée, ISBN 9782718607986
- 2009 : Сподівання на ліси. Спокуса Демокрита, éd. Galilée, ISBN 9782718608006
- 2010 : Філософствувати як пес. Люта філософія iii, éd. Galilée, ISBN 9782718607504
- 2010 : Пройдисвіти, споглядальники, вуаєристи: навколо Кловіса Труя (1889—1975), avec Clovis Prévost, Ornella Volta et Henri Lambert, éd. Somogy, ISBN 9782757203248
- 2010 : Ніцше, avec Maximilien Le Roy, Les Editions du Lombard, ISBN 9782803626502
- 2010 : Сутінки одного ідола. Фройдівські фантасмагорії, Grasset, ISBN 9782246769316
- 2010 : Постскриптум до Сутінків. За нефройдівський психоаналіз, Grasset, ISBN 978-2-246-75781-8, LGF, ISBN 978-2-253-16204-9
- 2011 : Гедоністський маніфест, éd. Autrement, ISBN 978-2-7467-1612-4
- 2012 : Мудрість бджіл. Найперший урок Демокрита, Galilée, ISBN 978-2-7186-0858-7
- 2012 : Лібертарний лад. Філософське життя Альбера Камю, Flammarion, ISBN 978-2-08-126441-0
- 2012 : Постанархізм, розтлумачений моїй бабусі. Принцип Гуллівера, Galilée, ISBN 978-2-7186-0878-5
- 2012 : Життя і смерть одного денді. Конструювання міфу, Galilée, ISBN 978-2-7186-0871-6

- Гедоністичний щоденник :
  - 1996 : T.1 Бажання бути вулканом, Grasset, LGF ISBN 2253942634
  - 1998 : T.2 Чесноти блискавки, Grasset, ISBN 2246565618 LGF ISBN 225394291X
  - 2001 : T.3 Архіпелаг комет, Grasset, ISBN 2246580714 LGF ISBN 2253943177
  - 2007 : T.4 Відсвіти бажаних бур, Grasset, ISBN 9782246648116

- Контр-історія філософії :
  - 2006 : T.1 Антична мудрість, Grasset, ISBN 2286013756 LGF ISBN 9782253083849
  - 2006 : T.2 Гедоністичне християнство, Grasset, ISBN 2286013764
  - 2007 : T.3 Барокові лібертини, Grasset, ISBN 9782246689119
  - 2007 : T.4 Ультрас Просвітництва, Grasset, ISBN 9782246689218
  - 2008 : T.5 Соціальний евдемонізм, Grasset, ISBN 9782246689317
  - 2009 : T.6 Екзистенціальні радикальності, Grasset, ISBN 9782246689416
  - 2011 : T.7 Конструювання надлюдини, Grasset, ISBN 978-2-246-79089-1
  - 2013 : T.8 Єретичні фройдисти, Grasset, ISBN 978-2-246-80268-6
  - 2013 : T.9 Непокірні уми, Grasset, ISBN 978-2-246-80270-9

## Праці, перекладені українською
- Трактат атеології. Фізика метафізики, переклав з французької Андрій Рєпа, Київ: Ніка-Центр, 2010. — 216 с.
- Сила життя. Гедоністичний маніфест. — Київ: Ніка-Центр, 2016. — 192 с.

## Рецензії
- В. Артюх. Екзорцист привида Бога [Архівовано 7 грудня 2018 у Wayback Machine.] // Спільне.
- В. З. Ни бога, ни хозяина // Ліва Справа.
- І. Самохін. Для вірян, невірян і тих, хто не визначився // День. № 58, п'ятниця, 2 квітня 2010
- І. Самохін. Атеїзм для ХХІ сторіччя // Літакцент[недоступне посилання з липня 2019]
- О. Гачко. Трактат атеології: Рецензія // Кафедра філософії Українського Католицького Університету